# 結婚相手は抽選で
『結婚相手は抽選で』（けっこんあいてはちゅうせんで）は、垣谷美雨著の小説。
2018年10月6日から11月24日まで東海テレビ制作により、テレビドラマ化された。

## あらすじ
少子高齢化に歯止めがかからないことに危機感を覚えた日本政府は、苦肉の策として無謀とも思える策に打って出た。それが「抽選見合い結婚法」。互いの結婚相手を抽選で決めるというとんでもない法律が制定されてしまう。三人断わった場合は「テロ対策活動後方支援隊」に二年間従事しなければならないという対テロ支援国家としての諸外国からの圧力も見え隠れする法律だった。
その内容となるのは、[1]前科や離婚歴がなく、独身で子どもがいない25 - 35歳の男女(ドラマ版では39歳まで) [2]対象年齢の人物から±5歳前後の人物を抽選で選ぶ [3]相手が好きになれない場合は2度断れる [4]3度断った場合は「テロ対策活動後方支援隊」に2年間従事する義務を負う（ただし医師・看護師など国家資格所持者は離島・僻地などで医療活動従事という例外も有り）。
システムエンジニアであり、オタク系の宮坂龍彦、両親共に有名人で容姿も良いが訳ありの色男銀林嵐望、法律制定直前に嵐望に振られ抽選見合いで宮坂と出会うことになるOLの冬村奈々、そして抽選見合いで銀林の相手に選ばれてひと目惚れされてしまう看護師の鈴掛好美も国が制定した無謀な法律に振り回されることになる。この法律が制定されたことにより、世間は当然ながら紛糾。日本政府が少子高齢化に歯止めをかけるべく制定したはずの「抽選見合い結婚法」に人々は大いに振り回されていく。
人口調整に国家が介入する是非、人口の多い日本で少子高齢社会の何が問題か、結婚とは何か、家族とは何か、恋愛とは何か、自由とは何か。
一つの法律を機に、繰り広げられる喜悲劇が描かれる。

## 書誌情報
- 2010年7月14日、双葉社、ISBN 978-4-57-523697-2
- 2014年6月12日、双葉文庫、ISBN 978-4-57-551684-5

## テレビドラマ
2018年10月6日から11月24日まで東海テレビの制作により、フジテレビ系列において「オトナの土ドラ」枠で放送された。主演は本作がフジテレビ系列ドラマ初主演となる野村周平。
原作とは異なり、主要登場人物は「抽選見合い結婚法」に振り回されるだけでは無く、法律の問題点に気づきレジスタンス活動を行う姿が描かれる。
今作品において、ギャラクシー賞のテレビ部門·11月度月間賞とともに第56回ギャラクシー賞のテレビ部門·優秀賞を受賞した。

### キャスト

#### 主要人物
宮坂龍彦〈26〉
演 - 野村周平（中学生期：小林喜日）
静岡県出身。友人の北風からは、たっちゃんと呼ばれている。都内で一人暮らしをし、「EDO SOFT」でシステムエンジニアとして働く26歳の独身男性。中学2年生の時にいじめをなくしたいと思って立候補したが落選した生徒会長選がきっかけで、人間不信及び極度の潔癖症になってしまう。得意料理はカレーライス。尊敬する人物は相田みつを。アニメファンであり、好きな女性のタイプは『ハート•ムービー!』の主人公パプル（近藤紫）。今まで彼女を持ったことも、恋愛というものをしたこともなかった。
テロ撲滅隊は女性よりは男性が行くべきと考えている。共に諸事情から誰とも結婚をしたくないという、自身の2・3回目の見合い相手の心情を知ったことなどから、抽選見合い結婚法は国家による国民いじめであると感じ、「抽選見合い結婚法の被害者たち」というタイトルの記事を、自身のブログで書き始める。
2017年7月8日に1回目の抽選見合い実施会場で美人と感じた奈々と軽く言葉を交わし、同年10月22日に5回目の見合い相手として再会。彼女の荒療治で、潔癖症を徐々に克服し始めた。北風のカミングアウトを受けて、LGBTについて学び、抽選見合い結婚法の改正案を作成する。奈々の頼みを受け入れて、12月2日に事務局へ断りの電話を入れた。見合いの希望条件は「何でも本音でしゃべれる人」だった。
冬村奈々〈28〉
演 - 高梨臨（幼少期：保榮茂愛）
1989年6月7日生まれ。都内の実家に祖母と父と3人で暮らす、ラジオ局「RADIO JAPAN」の正社員。音大時代はミスキャンで準優勝。好きな曲は『G線上のアリア』で、ヴァイオリンを専攻していたものの祖母・紅子の命令で断念して父のコネで就職した、ある意味において典型的なお嬢様である。
嵐望とは1年交際していたが「抽選見合い結婚法」開始後に、母性が感じられないと完全にフラれ、リーチの状態で龍彦が3回目の見合い相手になる。何度か会食するが、変わりたいのに何もできない自分の現状に悩み、龍彦に断ってほしいと頼む。2017年12月に紅子が用意した偽診断書によってその後の見合いを逃れ、休職もする。2018年12月、紅子からの勧めもあって一人暮らしすることを考える。見合いの希望条件は龍彦と同じく「本音で話せる人」だった。
銀林嵐望〈34〉
演 - 大谷亮平
広告代理店「TEIKO AGENCY」に勤務する独身男性。父はフランス文学の大学教授。母・節子は著名な着物スタイリストだが、その愛情を受けずに育ったと感じており、見合いの希望条件は「母性の強い人」。
奈々とは1年付き合っていた。イケメンなので当然モテそうなのだが、何故か見合いでは悉くフラれ続ける。
前職・商社勤めでの赴任先タイで交際していた現地人女性（後に病死）との間に8歳になる娘・パナラットがいるが、その祖母からは拒絶されており毎月10万円の仕送りのみをし続けている。しかし、結婚はせず認知もしていないため独身扱いで見合い法の対象となった。
抽選見合いで出会った好美にひと目惚れしプロポーズを考える中、娘の存在を明かすと拒絶され、事務局へ自分から断りの連絡を入れる旨の手紙を好美へ送り、その後も手紙を送り続ける。
2018年にパナラットを引き取る。その後、好美からの手紙で嵐治の存在を知り、島へ迎えに行き、東京に戻って4人で暮らすことを決める。
鈴掛好美〈31〉
演 - 佐津川愛美（中学生期：渡辺優奈）
抽選見合いのために兵庫県から上京した看護師。父親のトラウマから、見合いの希望条件は「飲酒をしない人」。抽選見合いで出会った嵐望に、母性の強さと温かさを感じられてひと目惚れされてしまう。肉体関係を持ち、母・あき恵に紹介をもするが、自室で嵐望から娘の存在を聞かされた日、出てってと激昂して別れる。
お見合いを3回断ったため2018年の初めから、あき恵と共に稲富島に住み始めて、診療所で看護師として働く。その後、嵐望と別れる前に宿した息子・嵐治（らんじ）を産む。嵐望が島へ迎えに来たことで、東京に戻って4人で暮らすことを決める。
小野寺友紀子〈52〉
演 - 若村麻由美
抽選見合い結婚法担当大臣（内閣府特命担当大臣）。シンクロ元オリンピック銀メダリストの衆議院議員。現役引退直後に結婚して、娘・ひかりを産むが、夫の浮気が原因で4年で離婚。離婚会見での毅然とした振る舞いが注目され、政界にスカウトされた。
「抽選見合い結婚法」に関する事柄を担うことになって最初は、野党の猛反発に遭うことを覚悟し、蓮田総理の収賄問題から国民の関心を逸らす一手段ではないかと思いつつも、法律と共に家族や自分自身とも向き合っていくことになる。
自力で結婚相手を見つけた場合は除外、現在何らかの病気疾病を患っている場合は中断と、法改定を実施していく。
2018年9月、「抽選見合い結婚法」廃止の国会審議が開始。12月17日、廃止が決定したことを発表する。
山口一朗太〈45〉
演 - 平山祐介
厚生労働省大臣官房総務課・広報官。新法案に関する広報官として、友紀子の担当となる。
ひかり〈26〉
演 - 大西礼芳
1990年11月14日生まれ。本名は小野寺 ひかり。Hikari名義で活動するフリージャーナリスト。友紀子の一人娘で独身。3歳の時に両親が離婚してからは友紀子に育てられたものの、大学卒業以来は別々に暮らして疎遠だった。見合いの希望条件は、ノーカウントにしやすいよう「代々犯罪者の家系」。龍彦の抽選見合い結婚法の改正案に共感、その改正案をもって友紀子に陳情する。
取材で知り合った小学校教諭の女性と3年間渋谷区内で同棲しており、自身がレズビアンであること、パートナーシップ証明書を出したいと思っていることを友紀子に打ち明けた。
北風祐輔〈26〉
演 - 松本享恭
龍彦の友人。東京大学出身の理系エリートで、「帝国理化学研究所」に勤務。二枚目だが、今まで彼女がいたことがない。結婚を望まないため、過去2回はわざと相手に断られるような態度を取ってうまくいっていたが、3回目で初めて自ら事務局に断りの電話を入れることになった。その夜龍彦に、自身がゲイであることを高校生の頃に自覚したと、初めてカミングアウトした。先々を考えて、LGBTに対応している渋谷区へ2016年に引っ越していた。龍彦や広瀬らと「ASBE」を立ち上げる。
鯨井浩樹〈39〉
演 - 加藤雅人
龍彦の友人。食品会社の流通部に勤めるサラリーマン。彼女いない歴39年。
「ASBE」の活動に参加する。

#### 主要人物の親族
鈴掛あき恵〈60〉
演 - 山口美也子
好美の母。アルコール依存症で暴力を振るう夫が5年前に他界してからは、兵庫県で好美と二人暮らしをしていた。
稲富島が気に入り、一人残って住み続けることを決める。
冬村紅子〈75〉
演 - 冨田恵子
奈々の祖母（洋平の母）。2017年12月の法改定をこれ幸いと考え、洋平の知人の医師から、長期に及ぶ休職を要する旨（疾病による腰痛・貧血の発生）の偽診断書を入手して奈々の見合いを中断させる。
冬村洋平〈55〉
演 - 久ヶ沢徹
奈々の父。
奈々の母
演 - 加治友理
回想。奈々にヴァイオリンを教えていたが、彼女が6歳の時に亡くなった。
宮坂千鶴
演 - 森澤早苗
龍彦の母。電話の声のみの登場。

#### その他
塚田晃 / 笹原吾郎
演 - 生島勇輝 / みなみの大地
龍彦の同僚。
波多野マコ / 田口光子
演 - 山谷花純 / 伊藤修子
奈々の同僚（アルバイト）。
永岡創〈22〉
演 - 松本大志
嵐望の部下。
安藤加代
演 - 森下ひさえ
好美の職場（病院）の先輩。
間宮
演 - 岡慶悟
奈々の行きつけのレストランのウェイター。
事務局員
演 - 田中貴裕
龍彦・奈々・嵐望・好美を含むグループの、抽選見合い事務局の担当者。
アナウンサー
演 - 榎並大二郎（フジテレビアナウンサー）
昼のワイドショー番組のアナウンサー。

#### ゲスト
第1話
リサ
演 - 鈴木美羽
龍彦の会社の新人。
向井原
演 - 大河内浩
内閣官房長官。
長塚光彦 / 大澤靖幸
演 - 西村直人 / 西沢仁太（ともに第6話）
野党参議院議員。
杉山
演 - 窪園純一
厚生労働省大臣。
DJ / パーソナリティー
演 - 眼鏡太郎 / 夏葉えりか（ともに最話終）
ラジオ番組で「ASBE」を紹介した。
抽選会場にいた男性
演 - 我善導
北海道出身。
リサの同僚
演 - 谷口愛祐美
嵐望の同僚
演 - アフロ後藤、和田亮太
好美の同僚
演 - 釜野真希、後藤温子
女性
演 - 宮澤竹美、鮎川桃果
龍彦・塚田・笹原と見合いした。
配達員
演 - 宮森右京
第2話
山下美佐子
演 - 横田美紀
2017年7月8日の、龍彦の1回目の見合い相手。龍彦のスマートフォンの待受画面が女性アニメキャラ（パプル）なことに気づいた直後、腹痛で帰る。当日夜、事務局から龍彦へは、性格の不一致でお断りとなった旨の電話連絡がなされた。
不動怜子〈31〉
演 - 富山えり子
龍彦の2回目の見合い相手。有名企業「株式会社壱葉商事」で去年、企画部第一セクション主任に就いた。男子からデブスと呼ばれたため小学校3年生の時に一生結婚しないと自分に誓い、猛勉強して現在の地位に就いた。今もこの信念を貫く気持ちがあり、（テロ対策活動後方支援隊の）除隊後の職場復帰は政府により保障されているというルールもあることから、恐れることなくお見合いを3回断るつもりだと、龍彦に伝えた。
遠山明夫
演 - 久保田創（第3話、第4話）
好美の2回目の見合い相手。下戸であり好美の希望条件に叶ったため何度か会うものの、理想の家族像など価値観がお互い異なることを感じる。好美を気遣って自ら断ることを告げる。
嵐望の1人目の見合い相手 / 嵐望の2人目の見合い相手
演 - 上田結 / 億なつき（ともに第4話、第7話）
嵐望に子供がいることを知って見合いを断った。
あき恵の夫
演 - 向井恭介
好美の父。
好美の見合い相手
演 - 浅井浩介
奈々の見合い相手
演 - 堀靖明
喫茶店の従業員
演 - 渡部茜
スーツ屋の従業員
演 - 真中乃亜
紳士服店の従業員
演 - 和知龍範
その他
演 - 柳之内たくま、辻沢綾香、アイリ、小田司、植村祐太、佐藤雄一郎、加納七海、江村あかり、福志眞浩、結城さなえ、瀬藤美彩希
第3話
花村早苗〈30〉
演 - 平岩紙
龍彦の3回目の見合い相手。生まれも育ちも新潟県。短大を卒業後、ずっと予備校の事務員をしている。一度も男性と付き合ったことがない。5年前に子宮頸がんから全摘出しており、少子化対策としての出産を前提としつつ（犯罪歴だけを該当者から除外して）病歴・身体的理由は考慮していない抽選見合い結婚法に憤慨。テロ撲滅隊行きでも構わないから結婚をしたくないと、龍彦に吐露する。龍彦側から事務局へ断るという申し出を遠慮し、女のプライドで自分の方から断らせてほしいと告げる。
春川将
演 - 山中崇（第4話）
奈々の2回目の見合い相手。製薬会社勤務。ルックスなどから奈々に強い好意を抱いていたものの、リーチになることを恐れるがゆえ仮病などで結論をしばし先延ばしにされていた。最終的には、真紀へ卑劣な発言をする場に居合わせて憤った奈々によって、すぐに事務局に断りの電話をかけられた。
テロ撲滅隊員
演 - 西村そら
中田 / カズキ / 近藤
声 - 田中瑛祐 / 神山卓也 / 門田学
奈々の友人。
第4話
女性
演 - 真凛
龍彦の4回目の見合い相手。
真紀
演 - 浅野千鶴
春川の1回目の見合い相手。「抽選見合い結婚法」ができてから美容整形したことを、見合いの後に興信所を使った春川に知られ、これが理由で断られる。後に、別の見合い相手と共に行った春川の行きつけの「バー フィフティーン」で、奈々と一緒にいた春川に遭遇し、整形は詐欺だと罵倒されて涕泣する。
心療内科医
演 - 中野剛
回想。龍彦に潔癖症と診断した医師。
中学生
演 - 坂本伎邑洵、沢畑壱春、奥悠輔、小峰龍聖、坂西将
その他
演 - 松下仁、辻京太、三溝浩二
第5話
女性
演 - 東松史子
北風の3人目の見合い相手。北風に今回のお見合いを断ってもらえないかと頼み、自分は女性しか愛せないことを泣きながら明かす。
和食レストランの店員
演 - 森澤早苗
カフェの店員
演 - 新田麻緒
お好み焼き屋の店員
演 - 加賀美茂樹
第6話
広瀬健
演 - 内田健司（第7話、最終話）
北風の知人で、小規模アングラ劇団の主宰者。LGBTの現状を学ぼうとする龍彦から取材を受け、抽選見合いに対するレジスタンス団体「ASBE」（アズビー）を一緒に立ち上げて代表に就く。
高校3年生の時に、親友だと思っていた人物からのアウティングに遭った辛さを、演劇における自己表現で克服していったという経験を持つ。
第7話
パナラット〈8〉
演 - 鶴田陽詩ロコウア（最終話）
嵐望とタイ人女性の間に産まれた娘。
最終話
医師
演 - 河本千明
好美同様、お見合いを3回断ったために稲富島に派遣された女医。
嵐治
演 - 島田結布
嵐望と鈴掛好美の間に産まれた息子。パナラットの異母弟。
記者
演 - 松木研也

### スタッフ
- 原作 - 垣谷美雨『結婚相手は抽選で』（双葉文庫）
- 脚本 - 関えり香、川嶋澄乃
- 演出 - 石川淳一（共テレ / ベイシス）、紙谷楓（共テレ）
- 音楽 - ワンミュージック
- 主題歌 - 高橋優「aquarium」（ワーナーミュージック・ジャパン）[22]
- 選曲 - 大森力也
- 文芸協力 - 相田みつを美術館
- 心療内科指導 - 金吉晴（国立研究開発法人 国立精神神経医療研究センター 精神保健研究所）
- ヴァイオリン指導 - 羽賀智美
- LGBT監修 - 森永貴彦（LGBT総合研究所）
- 美術プロデューサー - 吉田敬
- デザイン - 長尾彩香、天野沙耶花
- アートコーディネーター - 横守剛
- フードコーディネーター - はらゆうこ
- HPライター - 富田陽美
- 協力 - バスク、フジアール、fmt、SPOT、ファン、バイキング
- 企画 - 横田誠（東海テレビ）
- 企画・プロデュース - 栗原美和子（共テレ）
- プロデューサー - 河角直樹（東海テレビ）[23]、山崎淳子（共テレ）
- 制作著作 - 共テレ
- 制作 - 東海テレビ

### 放送日程
| 話数                                                         | 放送日       | サブタイトル                 | サブタイトル                 | ラテ欄                                                              | 脚本     | 演出     | 視聴率 |
| 話数                                                         | 放送日       | FOD                          | EPG欄                        | ラテ欄                                                              | 脚本     | 演出     | 視聴率 |
| ------------------------------------------------------------ | ------------ | ---------------------------- | ---------------------------- | ------------------------------------------------------------------- | -------- | -------- | ------ |
| 第1話                                                        | 10月06日     | 抽選見合い結婚法、施行!      | 抽選見合い結婚法、施行!      | 前代未聞の悪法か? 結婚相手を国が決める? 抽選見合い結婚法制定        | 関えり香 | 石川淳一 | 2.8%   |
| 第2話                                                        | 10月14日(日) | 結婚の条件                   | 結婚の条件                   | 抽選見合い始まる! 俺ってそんなにキモい奴なの? 結婚の条件とは        | 関えり香 | 石川淳一 | 3.4%   |
| 第3話                                                        | 10月20日     | 抽選見合い結婚法の被害者たち | 抽選見合い結婚法の被害者たち | これは運命の出会い? 誘う女の裏に哀しみが… 法律が人を傷つけるなんて! | 川嶋澄乃 | 紙谷楓   | 2.8%   |
| 第4話                                                        | 10月27日     | 潔癖症になった理由           | 潔癖症になった理由           | 潔癖症の秘密… 龍彦の壮絶なる過去とは? 奈々の決意の告白!             | 関えり香 | 石川淳一 | 3.2%   |
| 第5話                                                        | 11月03日     | 気になる二人                 | 気になる二人                 | 何故だか気になるオタク男… 不思議な関係が見つけ出した 新たな私       | 川嶋澄乃 | 石川淳一 | 2.8%   |
| 第6話                                                        | 11月10日     | 法律に反抗開始!              | 法律に反抗開始!              | 被害者をこれ以上増やすな! 政府に声は届くのか? 龍彦反抗開始!         | 関えり香 | 石川淳一 | 3.0%   |
| 第7話                                                        | 11月17日     | レジスタンス、始動!          | 断ってはみたけれど…          | ついに法律改正へ? 反響呼ぶレジスタンス さらに衝撃の告白が           | 関えり香 | 紙谷楓   | 2.1%   |
| 最終話                                                       | 11月24日     | それぞれのレジスタンス       | それぞれのレジスタンス       | 国VS若者最終決戦! 見合いで未来は拓けたのか? それぞれの行く末        | 関えり香 | 石川淳一 | 2.8%   |
| （視聴率はビデオリサーチ調べ、関東地区・世帯・リアルタイム） |              |                              |                              |                                                                     |          |          |        |

- 第2話は前夜の『土曜プレミアム 三度目の殺人』（フジテレビ制作、21時 - 23時30分。20分枠拡大）のため、20分繰り下げ（0時 - 0時55分）。
- 第3話は前夜の『土曜プレミアム ミックス。』（フジテレビ制作、21時 - 23時25分。15分枠拡大）のため、15分繰り下げ（23時55分 - 翌0時50分）。

### サウンドトラック
東海テレビ オトナの土ドラ 「結婚相手は抽選で」オリジナル・サウンドトラック（2018年11月21日発売、ワンミュージックレコード、OMRS-15）
| #   | タイトル                             | 作詞 | 作曲・編曲 |
| --- | ------------------------------------ | ---- | ---------- |
| 1.  | 「なぜ“結婚"するの?」                |      |            |
| 2.  | 「ただいるだけで」                   |      |            |
| 3.  | 「結婚相手は抽選で」                 |      |            |
| 4.  | 「思惑」                             |      |            |
| 5.  | 「苦肉の策」                         |      |            |
| 6.  | 「条件」                             |      |            |
| 7.  | 「悩みと秘密」                       |      |            |
| 8.  | 「抽選見合い結婚法」                 |      |            |
| 9.  | 「俺たちの重大な岐路」               |      |            |
| 10. | 「のんびりしてる時間はない」         |      |            |
| 11. | 「結婚は考えられない」               |      |            |
| 12. | 「恋愛したい」                       |      |            |
| 13. | 「パートナー」                       |      |            |
| 14. | 「ゴールしたい!」                    |      |            |
| 15. | 「抽選見合い 実施会場」              |      |            |
| 16. | 「お断りの理由」                     |      |            |
| 17. | 「女のプライド」                     |      |            |
| 18. | 「レジスタンス」                     |      |            |
| 19. | 「奇跡が起きています」               |      |            |
| 20. | 「直面する問題」                     |      |            |
| 21. | 「喜びを分かち合いたい」             |      |            |
| 22. | 「オタク仲間」                       |      |            |
| 23. | 「会う筈のなかった二人」             |      |            |
| 24. | 「パートナー〜Ballad Ver.〜」        |      |            |
| 25. | 「なぜ“結婚"するの?〜Ballad Ver.〜」 |      |            |
| 26. | 「なぜ“結婚"するの?〜Piano ver.〜」  |      |            |